# Back to Sleep
Back to Sleep è un singolo del cantante statunitense Chris Brown, il terzo estratto dal settimo album in studio Royalty e pubblicato il 5 novembre 2015.

## La canzone
Back to Sleep è una slow jam R&B caratterizzata da un ritmo dolce e da leggere inflessioni funk e pop anni '80 che ricordano alcune caratteristiche di Sexual Healing, singolo di successo del 1982 del cantante statunitense Marvin Gaye.

## Pubblicazione
Il 5 novembre 2015 Brown annunciò sul suo profilo Twitter che avrebbe pubblicato in giornata un nuovo singolo estratto dall'album Royalty; la dichiarazione venne seguita da un altro tweet in cui il cantante svelò il titolo del brano, Fuck You Back to Sleep. Dopo qualche ora, il singolo viene pubblicato su SoundCloud in versione censurata con il titolo Sex You Back to Sleep. Il 9 novembre 2015, il singolo viene reso disponibile in download digitale su iTunes con il titolo Back to Sleep.
Il 13 novembre 2015, Brown pubblica un video con la sola traccia audio e la copertina del singolo sul suo canale Vevo.

## Remix
Il 20 febbraio 2016 è stato pubblicato un remix del brano a cui hanno partecipato Usher e Zayn. Successivamente l'8 aprile pubblicò un remix a cui hanno partecipato Trey Songz, Miguel e August Alsina.

## Video musicale
Il 14 dicembre 2015, Chris Brown pubblica sul suo canale Vevo il videoclip del singolo. Nella scena iniziale, che prosegue gli eventi narrati nel video del singolo Fine by Me, il cantante esce dall'edificio in cui aveva intrapreso un combattimento contro dei nemici sconosciuti. Il resto del video vede l'alternarsi di scene in cui Brown trascorre una notte di passione con una ragazza e altre in cui si esibisce in un locale con dei musicisti.

## Classifiche
| Classifica (2015-2016)    | Posizione massima |
| ------------------------- | ----------------- |
| Australia                 | 74                |
| Canada                    | 95                |
| Francia                   | 138               |
| Nuova Zelanda             | 38                |
| Sudafrica                 | 4                 |
| Regno Unito               | 100               |
| Stati Uniti               | 20                |
| Stati Uniti (R&B/hip-hop) | 5                 |